# Красавка (станция)
Краса́вка — железнодорожная станция Приволжской железной дороги на электрифицированной линии Ртищево — Саратов. Расположена в Аткарском районе Саратовской области. От станции отходит тупиковая ветвь на станцию Калининск-Саратовский. Через станцию осуществляются пригородные пассажирские перевозки на Аткарск, Ртищево, Лысые Горы, Анисовку, Саратов.

## Деятельность
На станции осуществляется посадка и высадка на поезда местного и пригородного сообщения.

## История
Открыта в 1895 году как разъезд в связи со строительством тупиковой ветви на Баландино (ныне город Калининск), отходящей от железной дороги линии Тамбов — Саратов.